# Lake McDonald Lodge Coffee Shop
Le Lake McDonald Lodge Coffee Shop est un café américain à Lake McDonald, dans le comté de Flathead, dans le Montana. Protégé au sein du parc national de Glacier, il a été construit en 1965 dans le cadre de la Mission 66. Il est inscrit au Registre national des lieux historiques depuis le 14 octobre 2008.